# Cover Drive
Cover Drive var ett band från Barbados som bildades 2010. Gruppen bestod av fyra medlemmar och de var aktiva mellan åren 2010 och 2018

## Karriär
Efter att ha fått kontrakt med Polydor Records släppte gruppen sin debutsingel "Lick Ya Down" den 28 augusti 2011. Låten blev populär i Storbritannien där den nådde nionde plats på singellistan. Deras andra singel "Twilight" släpptes den 22 januari 2012 och kom att bli deras mest framgångsrika låt. Låten debuterade på första plats på den brittiska singellistan och hade även viss framgång i Irland.
Den 22 april 2012 släpptes gruppens tredje singel "Sparks". och 30 april samma år släpptes deras debutalbumet Bajan Style.

## Medlemmar
- Amanda Reifer (sångare)
- T-Ray Armstrong (trummis)
- Barry Hill (gitarrist)
- Jamar Harding (basist)

## Diskografi

### Album
- 2012 - Bajan Style
- 2017 – Fall Forward

### Singlar
- 2011 - "Lick Ya Down"
- 2012 - "Twilight"
- 2012 - "Sparks"
- 2012 - "Explode"